# Twardziaczek białawy

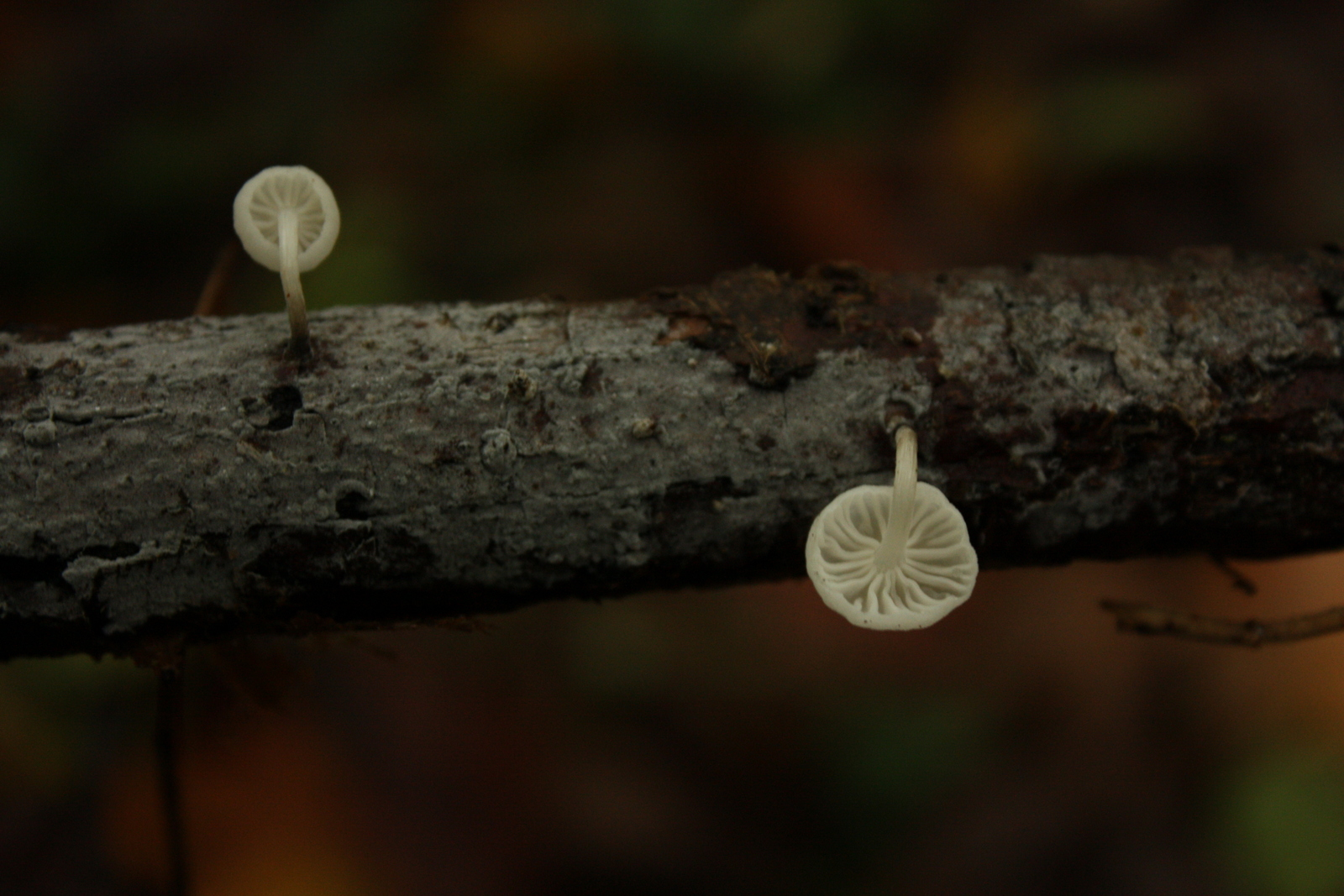

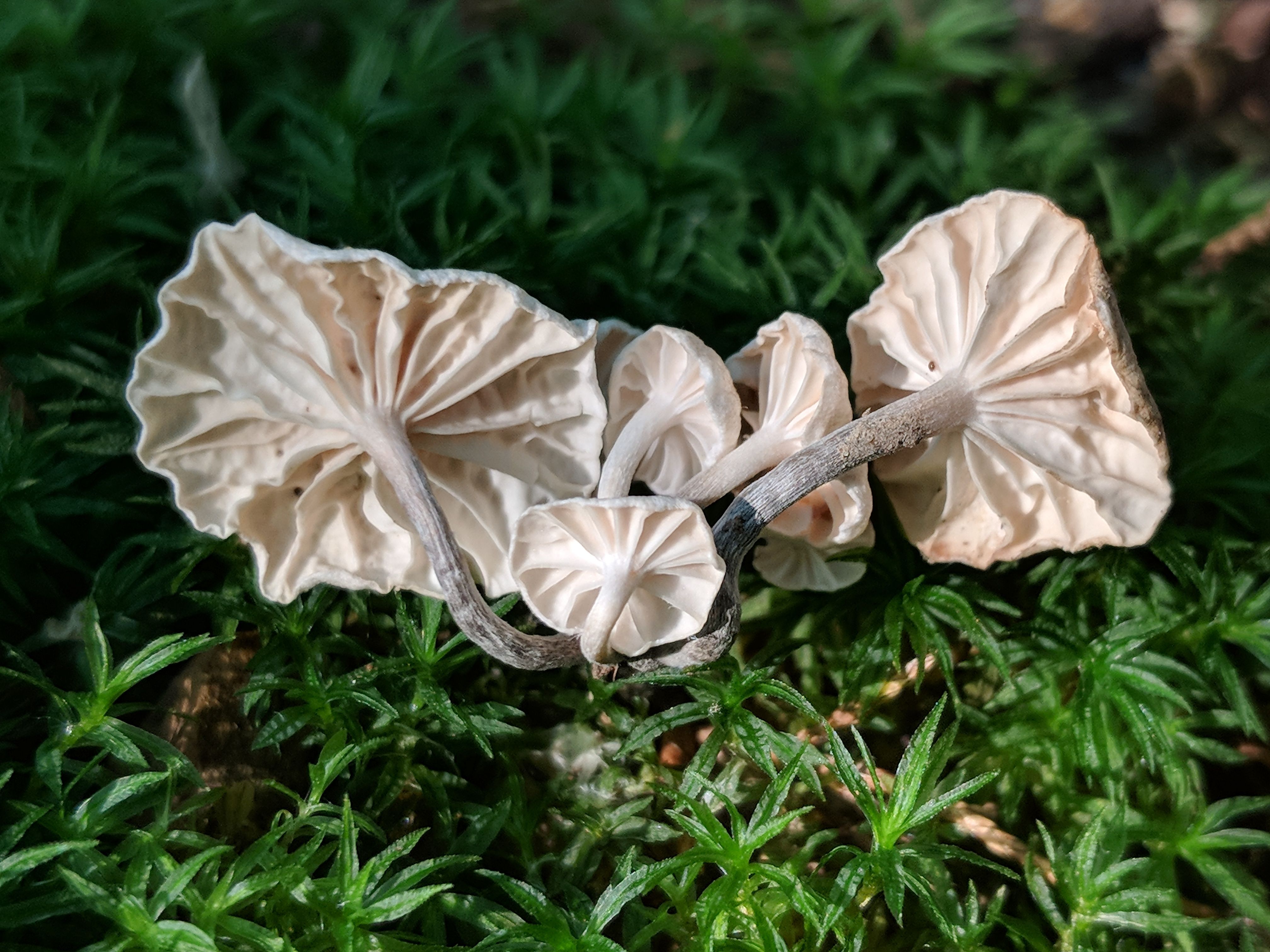

Twardziaczek białawy (Marasmiellus candidus (Fr.) Singer) – gatunek grzybów należący do rodziny Omphalotaceae.

## Systematyka i nazewnictwo
Pozycja w klasyfikacji według Index Fungorum: Marasmiellus, Omphalotaceae, Agaricales, Agaricomycetidae, Agaricomycetes, Agaricomycotina, Basidiomycota, Fungi.
Po raz pierwszy takson ten zdiagnozował w 1838 r. Elias Fries nadając mu nazwę Marasmius candidus. Obecną, uznaną przez Index Fungorum nazwę nadał mu Rolf Singer w 1948 r.
Synonimy:
- Agaricus candidus Bolton 1788
- Chamaeceras candidus 1898
- Marasmiellus albocorticis Secr. ex Singer 1951
- Marasmiellus corticis Korf 1986
- Marasmius albus-corticis Singer 1951
- Marasmius candidus Fr. 1838

Nazwy polskie: bedłka śnieżnobiała (Franciszek Błoński 1888), twardzioszek śnieżysty (F. Błoński 1889), twardziaczek białawy Władysław Wojewoda 2003r.

## Morfologia
Kapelusz
Szerokość 6–18 mm, początkowo wypukły, później szeroko wypukły z zagłębionym środkiem, cienki i delikatny. Powierzchnia naga, z czasem promieniście pomarszczona, ale nie jest głęboko prążkowana czy żebrowana. Barwa początkowo biała, później z różowawymi lub żółtymi plamami.
Blaszki
Zbiegające na trzon, bardzo rzadkie, z międzyblaszkami, przy kapeluszu przechodzące w żyłki, początkowo białe, potem różowawe. Blaszki tworzą żyłkowate rozgałęzienia i anastomozy.
Trzon
Wysokość 4–7 mm, grubość 0,5–1 mm, cylindryczny, równo gruby. Powierzchnia naga, biaława, ale poczynając od podstawy w górę stopniowo ciemniejąca i przechodząca w brązowoszarą. Przy podstawie biała grzybnia.
Miąższ
Cienki, białawy, nie zmieniający barwy po uszkodzeniu, bez wyraźnego zapachu i smaku.
Wysyp zarodników
Biały.
Cechy mikroskopowe
Zarodniki 12–19 × 4–6 µm; mniej lub bardziej elipsoidalne, wydłużone, z wydłużonym jednym z wierzchołków, gładkie, szkliste, nieamyloidalne. Pleurocystyd brak. Cheilocystydy 50-100 × 2,5-5 µm, nitkowate, o wierzchołkach nieco ostrych lub zaokrąglonych, gładkie, cienkościenne, w KOH szkliste. Strzępki skórki kapelusza o szerokości 2,5–7,5 µm, gładkie, szkliste ze sporadycznie występującymi sprzążkami, sporadycznie uchyłkowate.

## Występowanie i siedlisko
Znane jest występowanie twardziaczka białawego w Ameryce Północnej i Południowej, Azji, Australii i na Nowej Zelandii. W. Wojewoda w zestawieniu wielkoowocnikowych grzybów podstawkowych Polski w 2003 r. przytacza 3 stanowiska z uwagą, że jego rozprzestrzenienie w Polsce i stopień zagrożenia nie są znane.
Grzyb saprotroficzny. Występuje w lasach i zaroślach, zwłaszcza nadrzecznych olsach. Rośnie wśród liści i opadłych gałęzi drzew, na opadłych gałązkach, gałęziach i innych elementach ściółki leśnej.

## Gatunki podobne
Dla twardziaczka białawego charakterystycznymi cechami makroskopowymi są: siedlisko, białawy kapelusz, bardzo rzadkie, białawy trzon ciemniejący od podstawy w górę, oraz tendencja do tworzenia różowawych plam u starszych osobników. Mikroskopowo charakteryzuje się dużymi zarodnikami, nitkowatymi cheilocystydami i komórkami skórki, które nie mają ostrych, przypominających miotły struktur, które można znaleźć u niektórych innych gatunków twardzioszków.
Makroskopowo podobny jest Tetrapyrgos nigripes, ale jego blaszki nie są tak rzadkie, a podstawa trzonu jest umieszczona bezpośrednio w podłożu i nie jest widoczna na niej biała grzybnia. Pod mikroskopem różnice są znaczne.